# Lipotriches voeltzkowi
Lipotriches voeltzkowi är en biart som först beskrevs av Heinrich Friese 1907.  Lipotriches voeltzkowi ingår i släktet Lipotriches och familjen vägbin. Inga underarter finns listade i Catalogue of Life.